# 安楽寺 (美馬市)
安楽寺（あんらくじ）は、徳島県美馬市美馬町の寺町にある浄土真宗本願寺派の寺院である。山号は千葉山。にし阿波お勧めビューポイント100選選定。

## 歴史
寺伝によると、安楽寺は平安時代から続く天台宗の真如寺を1259年（正元）に東国から来た千葉彦太郎によって安楽寺に改め、浄土真宗に改宗したと伝えられる。
豪壮な朱塗りの山門から、赤門寺の別名を持ち、本格的な能舞台を備えている県内唯一の寺で、2009年（平成21年）8月7日に本堂、鐘楼、書院、山門が国の登録有形文化財に登録された。

## 文化財
- 本堂、鐘楼、書院、山門 - 2009年8月7日に国の登録有形文化財に登録[3]。

## 交通
- 徳島自動車道「美馬インターチェンジ」より車で約5分。